# Abudefduf whitleyi
Abudefduf whitleyi là một loài cá biển thuộc chi Abudefduf trong họ Cá thia. Loài này được mô tả lần đầu tiên vào năm 1974.

## Từ nguyên
Từ định danh trong danh pháp được đặt theo tên của Gilbert Percy Whitley vì những đóng góp của ông trong lĩnh vực ngư học tại Úc.

## Phạm vi phân bố và môi trường sống
A. whitleyi có phạm vi phân bố giới hạn ở Tây Nam Thái Bình Dương. Loài này được tìm thấy dọc theo rạn san hô Great Barrier (Úc), xung quanh một số đảo san hô ngoài biển San Hô và mở rộng phạm vi đến Nouvelle-Calédonie.
Loài này sống gần rìa của những rạn san hô ở vùng nước tương đối nông, độ sâu đến ít nhất là 15 m.

## Mô tả
A. whitleyi có chiều dài cơ thể tối đa được ghi nhận là 14 cm. Cơ thể có màu xanh lục lam nhạt (đôi khi ánh màu vàng) với 4–5 dải sọc mảnh phớt đen ở hai bên thân. Phần vây mềm của vây lưng và vây hậu môn màu đen. Vây đuôi màu đen giúp phân biệt loài này với các thành viên còn lại trong chi Abudefduf.
Số gai ở vây lưng: 13; Số tia vây ở vây lưng: 12; Số gai ở vây hậu môn: 2; Số tia vây ở vây hậu môn: 12–13; Số tia vây ở vây ngực: 19–20.

## Sinh thái học
Thức ăn của A. whitleyi chủ yếu là tảo, nhưng cũng có thể ăn cả động vật phù du. A. whitleyi có thể hợp thành đàn lớn đến vài trăm cá thể và cùng kiếm ăn ở gần đáy biển. Cá đực có tập tính bảo vệ và chăm sóc trứng.

## Thương mại
A. whitleyi được khai thác trong ngành buôn bán cá cảnh.